# Bănița
Bănița é uma comuna romena localizada no distrito de Hunedoara, na região histórica da Transilvânia. A comuna possui uma área de 78.61 km² e sua população era de 1304 habitantes segundo o censo de 2007.